# Aéroport de Sary-Arka
Pour les articles homonymes, voir KGF.
L’aéroport de Karaganda aussi connu sous le nom de Sary-Arka (kazakh : Сарыарқа әуежайы, russe : аэропорт Сары-Арка) (code IATA : KGF • code OACI : UAKK) est un aéroport desservant la ville ainsi que la région Karaganda au Kazakhstan. Il se situe à environ 3h de Noursultan de voiture et c'est pourquoi il n'y a pas de relations directes.

## Situation
| \| 100 km1:25 028 000 \| Turkestan Aktaou Aktioubé Almaty Astana Atyraw Balkhach Chimkent Jezkazgan Kökşetaw Kostanaï Kyzylorda Öskemen Ourdchar Oucharal Oural Pavlodar Petropavl Sary-Arka Semeï Taldykourgan Taraz |
| 100 km1:25 028 000 |

## Compagnies et destinations

### Passagers
| Compagnies      | Destinations                                                                                    |
| --------------- | ----------------------------------------------------------------------------------------------- |
| Aeroflot        | Moscou Chérémétiévo                                                                             |
| Belavia         | En saison : Minsk                                                                               |
| FlyArystan      | Aktaou , Aktioubé , Almaty, Atyraw , Kostanaï , Kyzylorda , Moscou-Joukovski , Semeï , Chimkent |
| S7 Airlines     | Novossibirsk-Tolmatchevo                                                                        |
| SCAT Airlines   | Almaty, Kyzylorda, Öskemen                                                                      |
| Sunday Airlines | En saison Charter : Antalya, Charm el-Cheikh                                                    |
| Zhezkazgan Air  | Jezkazgan En saison : Balkhach                                                                  |

Édité le 11/03/2020

### Marchandises
| Compagnies                        | Destinations               |
| --------------------------------- | -------------------------- |
| Lufthansa Cargo                   | Hong Kong, Frankfurt       |
| MASkargo                          | Amsterdam, Shanghai–Pudong |
| Southern Air (compagnie aérienne) | Hong Kong, Amsterdam       |

## Statistiques
Pour des raisons techniques, il est temporairement impossible d'afficher le graphique qui aurait dû être présenté ici.

Voir la requête brute et les sources sur Wikidata.